# Demande de renseignements
La demande de renseignements (DR) était un document administratif établi par le responsable d'un projet de travaux (bureau d'études) pour préparer l'intervention d'une entreprise de travaux devant travailler sur le domaine public ou le domaine privé ; ceci afin d'obtenir les informations sur la présence, ou non, de réseaux enterrés, aériens ou subaquatiques, à l'emplacement ou aux abords de la zone d'intervention.
Depuis 2012 elle est remplacée par la Déclaration de projet de travaux (DT).

## Fondements réglementaires
Le décret n° 91-1147 du 14 octobre 1991 prévoit des mesures spécifiques à prendre en cas d'exécution de travaux effectués au voisinage des ouvrages souterrains, aériens ou subaquatiques.
Initialement, toutes personnes (maître d'ouvrage public ou privé, pour leur compte ou pas, ou maître d'œuvre de l'opération) qui envisagent la réalisation de travaux (de terrassement, de pose de canalisations, de fouille, de forage, …) au voisinage des ouvrages souterrains, aériens ou subaquatiques, tels que des ouvrages de distribution de gaz, d'électricité, d'eau, de pipeline,…, doivent, au stade de l'élaboration de leur projet, se renseigner auprès de la mairie de la commune où se situeront les travaux, afin de connaître les éventuelles zones d'implantation de tels ouvrages.
Elles doivent ensuite adresser une demande de renseignements (DR) à chacun des exploitants d'ouvrage qui ont communiqué leur adresse à cette mairie. Cette demande permet d'obtenir dès le stade de l'élaboration du projet des travaux, des renseignements sur l'existence éventuelle d'ouvrages ou des réseaux souterrains, aériens ou subaquatiques, afin que les travaux puissent être exécutés en toute sécurité. L'imprimé était le formulaire Cerfa 90-0188  (attention : plus d'actualité).
Les renseignements fournis doivent être retransmis aux entreprises qui seront chargées de l'exécution des travaux afin de leur permettre, dans un deuxième temps, d'établir une déclaration d'intention de commencement de travaux (DICT).
L'exploitant du réseau concerné peut faire savoir que les travaux envisagés n'entrent pas dans le champ d'application des dispositions du présent décret (une absence de réponse dans le délai d'un mois a les mêmes effets) ou apporter une réponse positive qui impliquera une procédure spéciale et concertée lors de l'exécution des travaux.

## Actualisation
La réglementation dans ce domaine a été modifiée par le décret 2011-1241 du 5 octobre 2011, suivi de l'arrêté du 15 février 2012, La Demande de Renseignements (DR) est remplacée par Déclaration de projet de Travaux (DT).
Le formulaire spécifique à remplir est le Cerfa 14434*03, partie gauche pour la DT et partie droite pour la DICT. 
Les mairies ne sont plus en première ligne dans la procédure.
Désormais, les procédures sont dématérialisées sur le site d'un guichet unique accessible sur  www.resaux-et-canalisations.gouv.fr .